# Éogan Mór
En la historia tradicional irlandesa Eógan (o Eoghan Mór—un nombre también utilizado por su abuelo, Mug Nuadat), hijo mayor de Ailill Aulom, fue un rey de los siglos II o III dC de Munster. Se le atribuye la fundación, o al menos, el haber dado su nombre a los Eóganachta, una dinastía que gobernaría como reyes de Munster y posteriormente príncipes de Desmond hasta finales del siglo XVI. Era el padre de Fiachu Muillethan.
Su madre fue Sadb ingen Chuinn, hija de Conn de las Cien Batallas.